# Maciej Trapola
Maciej Trapola (data ur. nieznana, zm. 1637) – architekt pochodzenia włoskiego działający w Polsce. Projektował w stylu wczesnego baroku z elementami manierystycznymi. Nadworny architekt wojewody krakowskiego Stanisława Lubomirskiego.

## Realizacje
- przebudowa zamku w Nowym Wiśniczu (fortyfikacje)
- kościół Karmelitów Bosych (nie istnieje) z klasztorem w Nowym Wiśniczu
- kościół parafialny w Nowym Wiśniczu (1616–1621)
- ratusz w Nowym Wiśniczu (1616–1620) (przebudowany w XIX w.)
- Kościół św. Trójcy w Koniecpolu

Prawdopodobnie:
- rozbudowa zamku w Łańcucie (później przebudowany)
- rozbudowa zamku w Połonnem
- nadzorowanie przebudowy Willi Decjusza w Krakowie dla Lubomirskiego i jej oficyny tzw. Domu Łaskiego (ok. 1630)

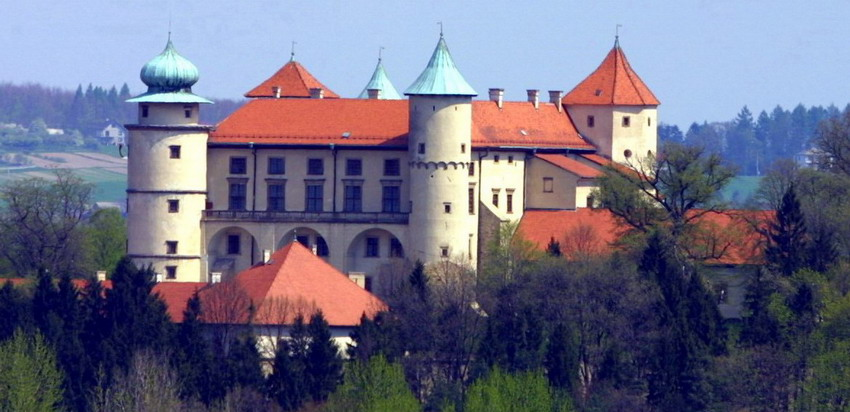
Zamek w Wiśniczu
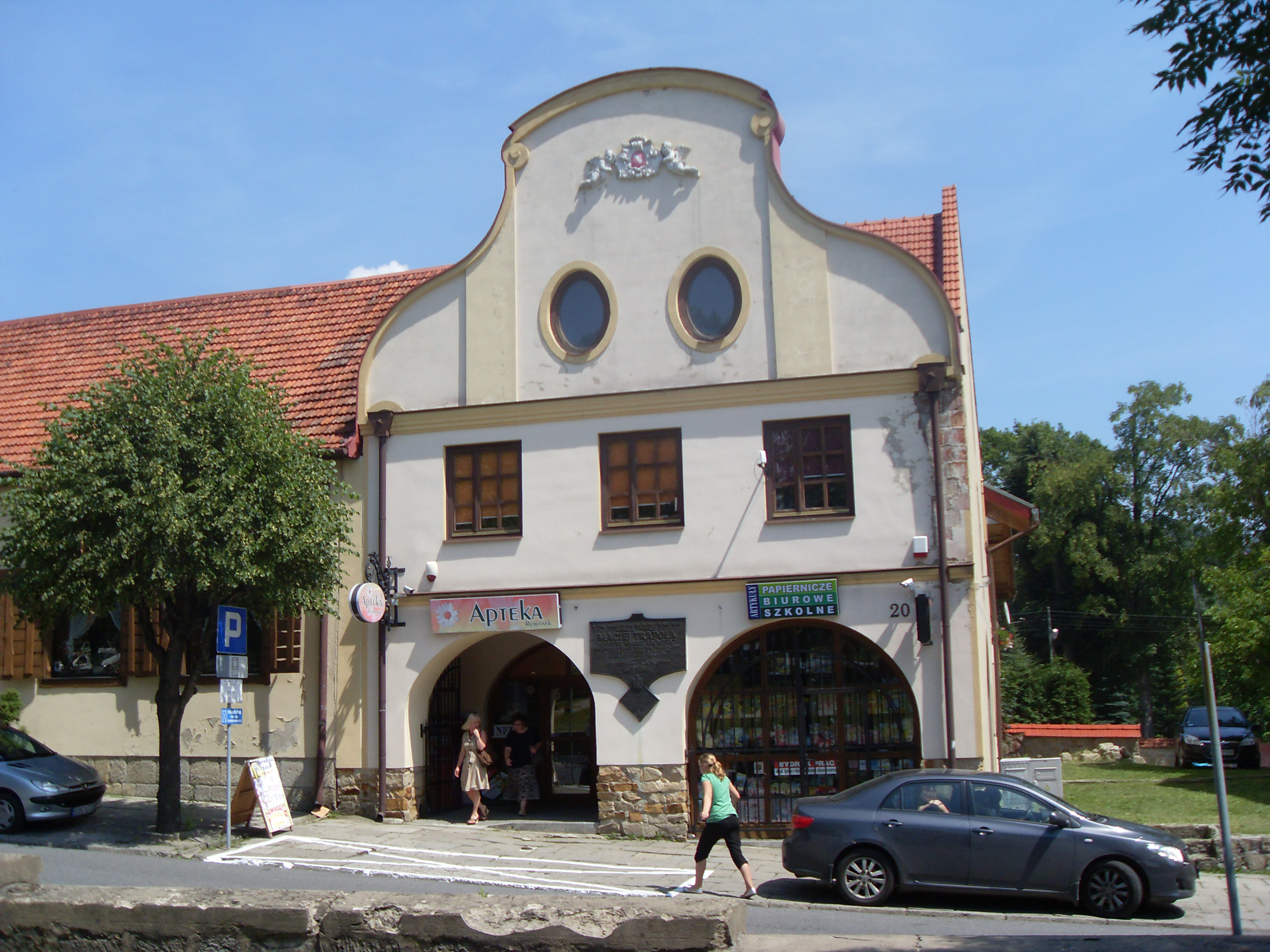
Dom Macieja Trapoli w Nowym Wiśniczu
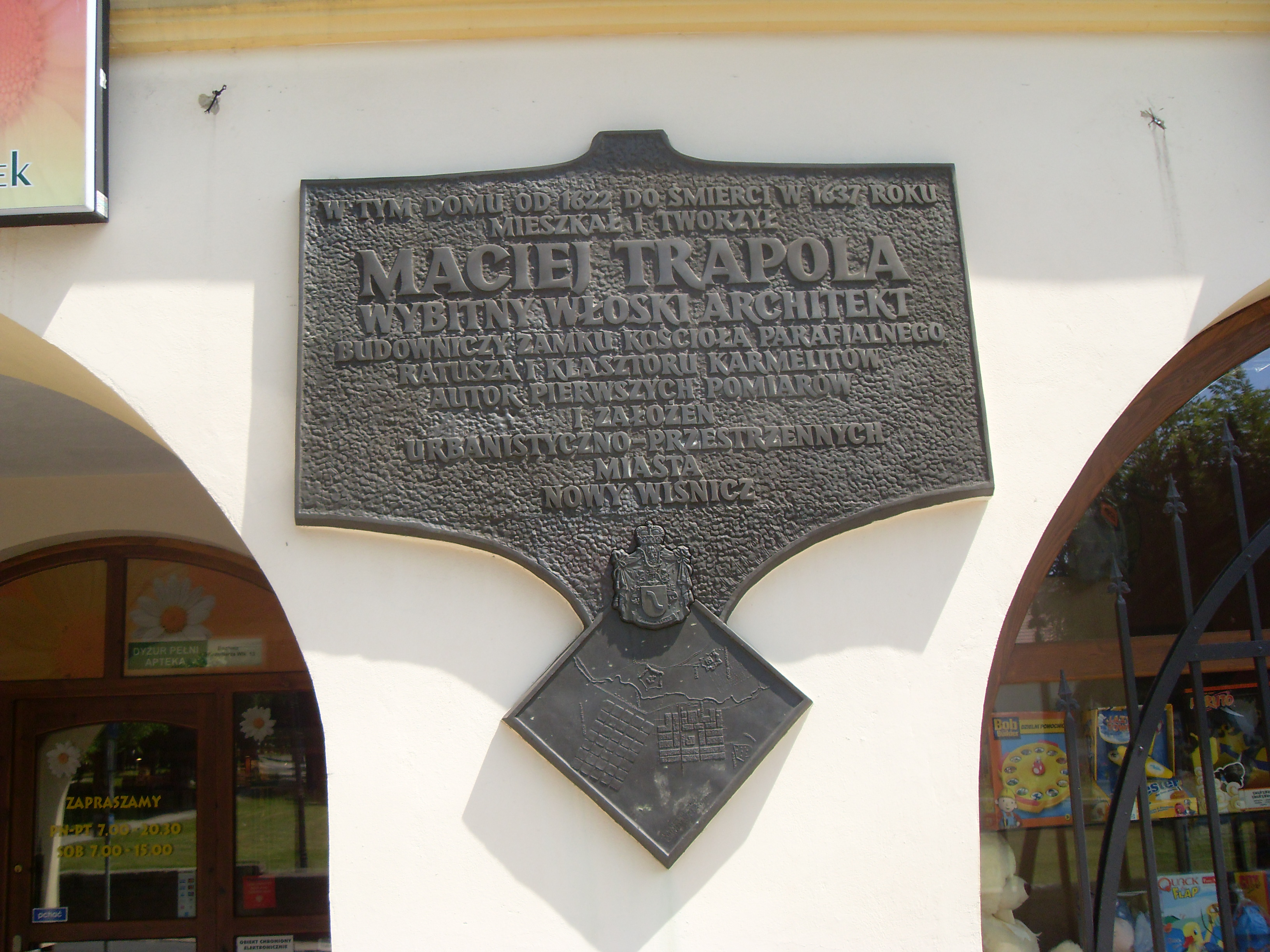
Maciej Trapola – tablica pamiątkowa w Nowym Wiśniczu
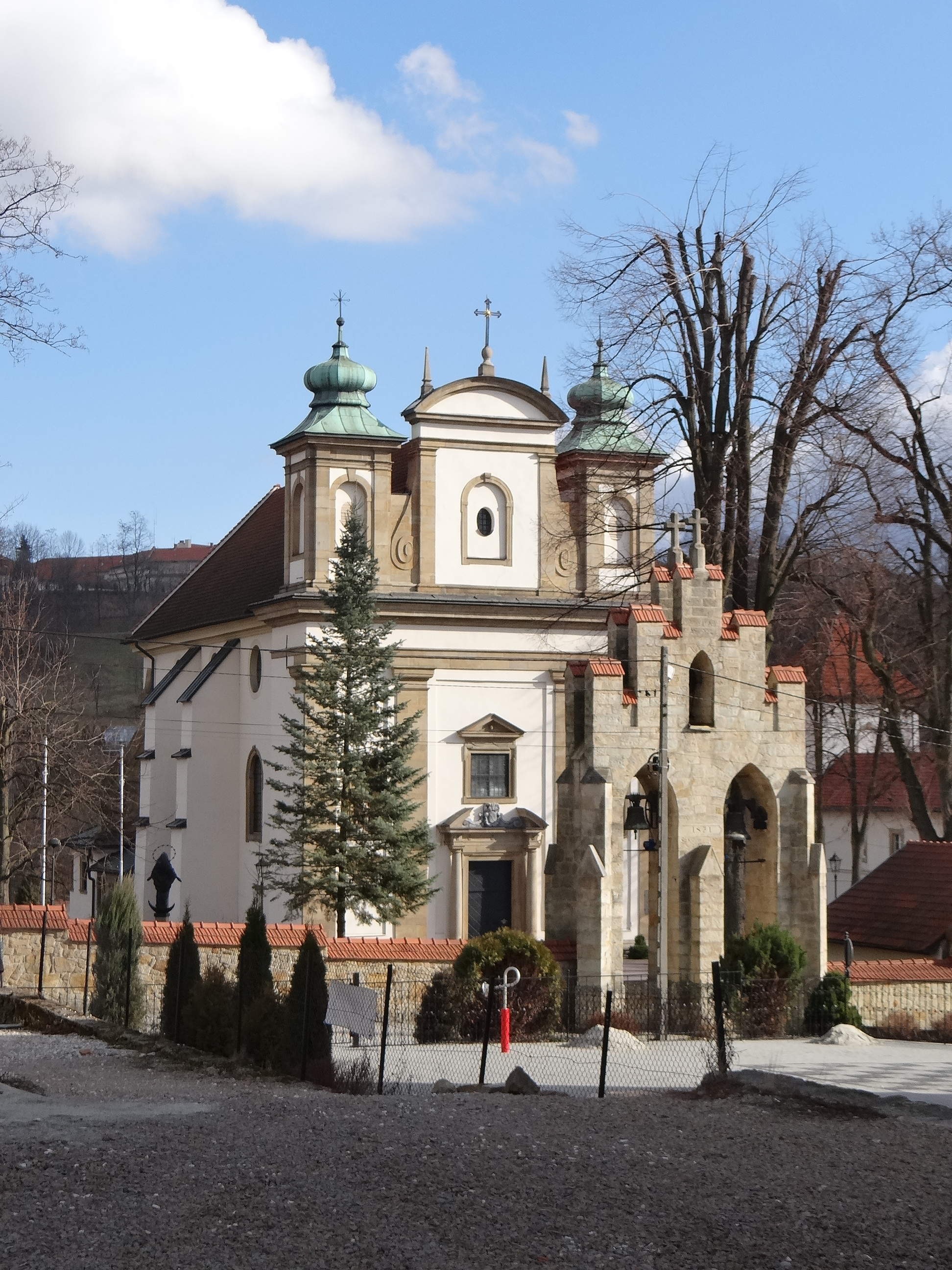
Kościół parafialny w Nowym Wiśniczu
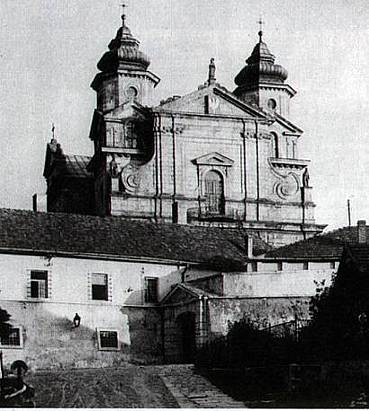
Kościół Karmelitów w Nowym Wiśniczu
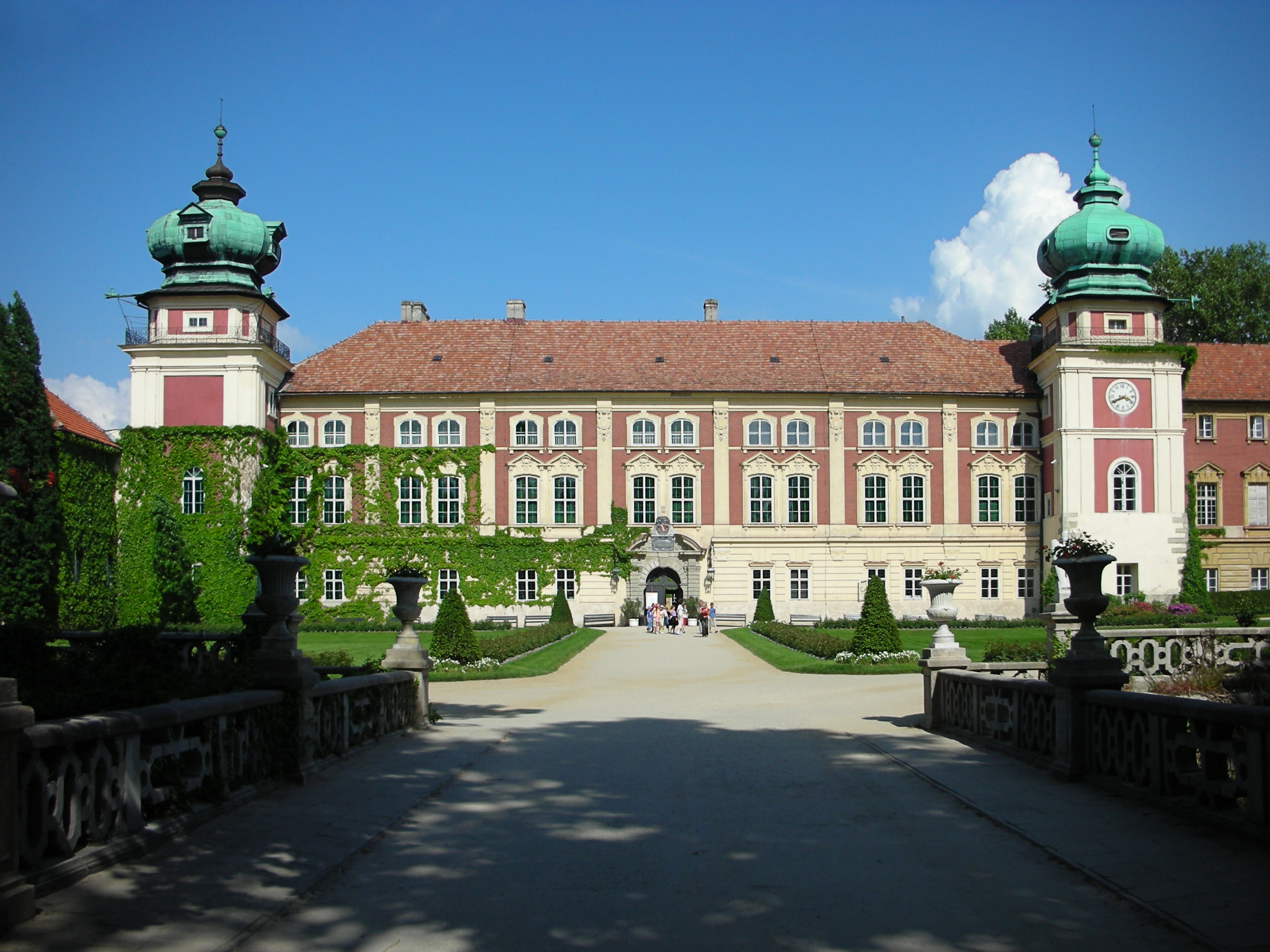
Pałac w Łańcucie